# Westliche Amerikanische Zwergfledermaus

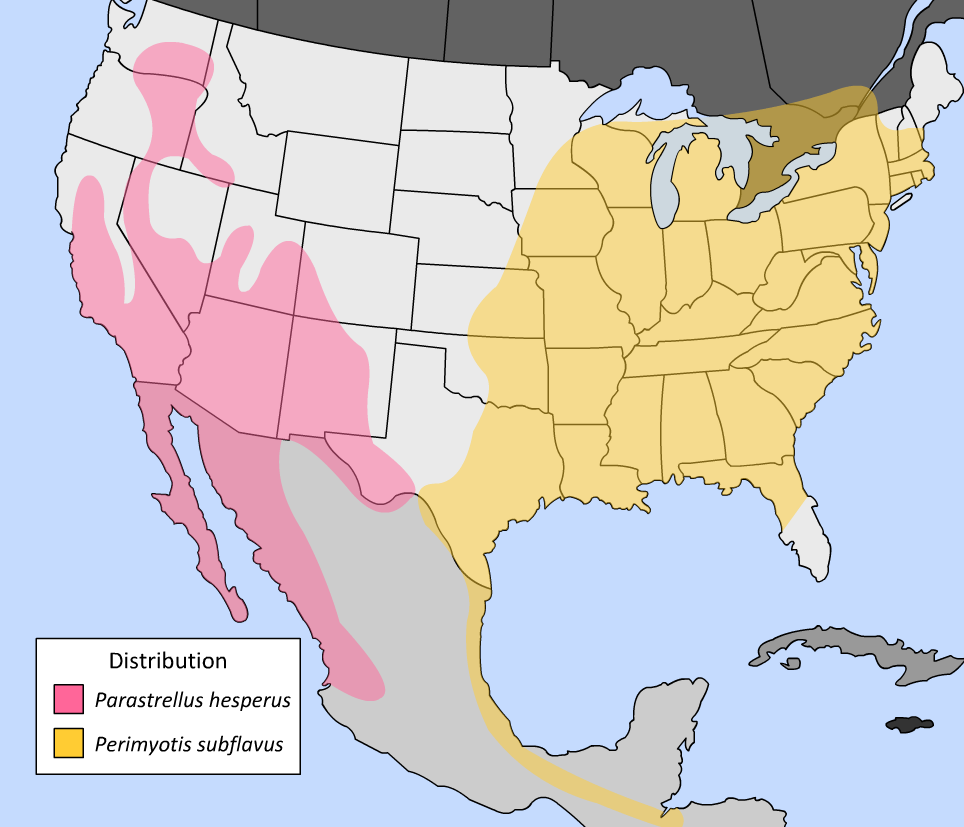
Verbreitung der beiden Zwergfledermausarten in Nordamerika mit der Westliche Amerikanische Zwergfledermaus (Parastrellus hesperus) in Rosa

Die Westliche Amerikanische Zwergfledermaus (Parastrellus hesperus, Syn.: Pipistrellus hesperus) ist eine Fledermausart, die im Westen Nordamerikas vorkommt.

## Merkmale
Mit einer Gesamtlänge von 68 bis 80 mm, einer Schwanzlänge von 23 bis 34 mm und einem Gewicht von 3 bis 6,5 g ist die Westliche Amerikanische Zwergfledermaus eine der kleinsten Fledermäuse Nordamerikas. Sie hat 27 bis 31 mm lange Unterarme sowie 11 bis 13 mm lange Ohren. Das Fell hat auf der Oberseite eine blass gelbgraue Farbe, während die Unterseite etwas heller ist. Im Gegensatz dazu sind die Schnauze, die Ohren und die Flughaut schwarz oder dunkelgrau gefärbt. Die West-Pipistrelle hat 34 Zähne.

## Verbreitung
Das Verbreitungsgebiet der Westlichen Amerikanische Zwergfledermaus liegt im Westen der USA, östlich bis nach Texas, sowie im Westen Mexikos, einschließlich der Halbinsel Niederkalifornien. Die Art bevorzugt felsige Regionen mit verstreuter Vegetation, Gebüschflächen und Grasländer. Sie benötigt jedoch Zugang zu Wasserstellen.

## Lebensweise
Die Westliche Amerikanische Zwergfledermaus ruht in Felsspalten, in Bergwerksstollen, in Gebäuden sowie in verlassenen unterirdischen Erdhöhlen, die von anderen Tieren geschaffen wurden. In nördlichen Bereichen hält die Art in der kalten Jahreszeit Winterschlaf. Es ist kein Wanderungsverhalten bekannt. Die Exemplare verlassen ihr Versteck meist schon vor der Dämmerung. Sie jagen verschiedene fliegende Insekten, wie Käfer, Fliegen, Nachtfalter oder kleinere Wespen. Es ist umstritten, ob sie die Echoortung zum Auffinden einzelner Beutetiere einsetzen. Während einer Studie wurde ein Exemplar beobachtet, das bei der Jagd durch einen Insektenschwarm flog. Laut den wenigen vorhandenen Untersuchungen besteht ein Wurf aus zwei Jungtieren. Weibchen bilden vor der Geburt eigene Kolonien, die von Männchen getrennt sind.

## Status
Die Westliche Amerikanische Zwergfledermaus reagiert empfindlich auf Störungen am Ruheplatz. Der Gesamtbestand wird aufgrund des großen Verbreitungsgebiets als nicht gefährdet (Least Concern) gelistet.